# 加藤哲
加藤 哲（かとう さとし、1968年 - ）は、愛知県名古屋市の映像制作会社The Shadow（ザ・シャドウ）の代表者。芸名をTETSU（てつ）として活動。

## 経歴
1968年（昭和43年）に愛知県名古屋市に生まれ、小中高の学生時代を名古屋市で過ごす。専門学校への入学を期に上京しその後就職。民放各局のニュース番組、バラエティ番組、CM、企業ビデオに技術者として参加。1994年（平成6年）に名古屋市内の制作会社に入社、実績を積み上げた後の1997年（平成9年）にはフリーランスとして独立。監督、ディレクター、撮影技師、編集技師、音声技師、照明技師として活動をするほか、映像作家としての活動も開始する。2003年（平成15年）にはアマチュアミュージシャンを紹介する音楽番組「The Shadow's TV」（略称：カゲテレ）が放送開始し、イベント業の分野にも参入。2018年（平成30年）には文筆家としてデビュー。同年現代アート作家としてもデビューを果たす。

## 作品

### 監督作品
制作（配給）は全てThe Shadowで、脚本は全てTETSU名義の加藤。
| 公開年       | 作品名                                                                            | 主な出演者                                 | 上映時間ほか     |
| ------------ | --------------------------------------------------------------------------------- | ------------------------------------------ | ---------------- |
| 1997年       | Maen’o’gao                                                                        | TR-OUT                                     | カラー/4:3/NTSC  |
| 1998年       | Happy Jam                                                                         | Super Hyper                                | カラー/4:3/NTSC  |
| 1999年       | @ art NAGOYA in 20号倉庫 memory                                                   | @ art NAGOYA in 20号倉庫イベント参加者     | カラー/4:3/NTSC  |
| 2000年       | 流行美術                                                                          | 流行美術イベント参加者                     | カラー/4:3/NTSC  |
| 2001年       | Dancing Blue                                                                      | 無し                                       | カラー/4:3/NTSC  |
| 2001年       | チェンジングタウン西尾                                                            | 藤丸ジェット                               | カラー/4:3/NTSC  |
| 2001年       | CHAOS                                                                             | 無し                                       | カラー/4:3/NTSC  |
| 2001年       | JO JO MARJO                                                                       | 無し                                       | カラー/4:3/NTSC  |
| 2001年       | 音とあかり展イベント記録映像                                                      | 音とあかり展イベント参加者                 | カラー/4:3/NTSC  |
| 2001年       | 井桁屋黙示録〜蘇る魂〜                                                            | 藤丸ジェット                               | カラー/4:3/NTSC  |
| 2002年       | Ban thor phan project 来日記念特別番組『清く尊き者達』                            | カンパナート・ブアホンブラ                 | カラー/4:3/NTSC  |
| 2004年       | ドラマ1                                                                           | 奥西菓折                                   | カラー/4:3/NTSC  |
| 2004年       | イマジンルール                                                                    | Prinus                                     | カラー/4:3/NTSC  |
| 2005年       | 恋愛小説家                                                                        | 奥西菓折                                   | カラー/4:3/NTSC  |
| 2006年       | 完全犯罪                                                                          | 奥西菓折                                   | カラー/4:3/NTSC  |
| 2006年       | 名古屋美容専門学校CクラスPV「オペラ座の怪人」                                     | 名古屋美容専門学校Cクラス                  | カラー/4:3/NTSC  |
| 2007年       | My Life                                                                           | sasakimika                                 | カラー/4:3/NTSC  |
| 2003〜2014年 | The Shadow’s TV（略称カゲテレ）                                                   | イベント参加ミュージシャン多数             | カラー/4:3/NTSC  |
| 2011年       | ここは雨                                                                          | 奥西菓折                                   | カラー/4:3/NTSC  |
| 2011年       | everything is based on the sacrifice                                              | 麻生茜                                     | カラー/4:3/NTSC  |
| 2012年       | 頑張っていこう！                                                                  | 奥西菓折                                   | カラー/4:3/NTSC  |
| 2012年       | 今日も元気                                                                        | 奥西菓折                                   | カラー/4:3/NTSC  |
| 2012年       | 心を込めて唄うから                                                                | 奥西菓折                                   | カラー/16:9/NTSC |
| 2013年       | 僭越ながら、国花斉唱                                                              | 奥西菓折                                   | カラー/16:9/NTSC |
| 2013年       | 奥西菓折池袋公演2012秋ダイジェスト版                                              | 奥西菓折                                   | カラー/16:9/NTSC |
| 2013年       | その男 星になれず                                                                 | 奥西菓折                                   | カラー/16:9/NTSC |
| 2014年       | Another World 20140208LIVE!                                                       | Another World                              | カラー/16:9/NTSC |
| 2014年       | GAME                                                                              | deLuxe ICHIMON                             | カラー/16:9/NTSC |
| 2015年       | 頑張って行こう！（ライブヴァージョン）                                            | 奥西菓折                                   | カラー/16:9/NTSC |
| 2015年       | 弾き語りアーティスト集結！アコギdaレディオin名古屋                                | しげちぃ                                   | カラー/16:9/NTSC |
| 2015年       | かっこ付けても笑えない                                                            | 奥西菓折                                   | カラー/16:9/NTSC |
| 2015年       | 手話ソングライブVol.2                                                             | 手話ソングライブ実行委員会                 | カラー/16:9/NTSC |
| 2015年       | ジャポニカ×シャンソン倶楽部 2015ダイジェスト                                      | あとりえカゴメトヴィオロン                 | カラー/16:9/NTSC |
| 2017年       | アコギdaレディオ（2017/03/19）                                                    | しげちぃ                                   | カラー/16:9/NTSC |
| 2017年       | アコギdaレディオ（2017/04/16）                                                    | しげちぃ                                   | カラー/16:9/NTSC |
| 2017年       | TOKAI MUSIC サミット                                                              | 奥西菓折                                   | カラー/16:9/NTSC |
| 2017年       | 手話ソングライブVol.3                                                             | 手話ソングライブ実行委員会                 | カラー/16:9/NTSC |
| 2017年       | 食事の後に                                                                        | 奥西菓折                                   | カラー/16:9/NTSC |
| 2018年       | 下地正晃&奥西菓折スペシャルツーマンライヴ                                         | 奥西菓折                                   | カラー/16:9/NTSC |
| 2018年       | 手話ロックバンドブライトアイズ30周年ライブ！                                      | 手話ロックバンドブライトアイズ super-duper | カラー/16:9/NTSC |
| 2019年       | 悪しき火の粉                                                                      | TETSU                                      | カラー/16:9/NTSC |
| 2019年       | 手話ソングライブVol.4                                                             | 手話ソングライブ実行委員会                 | カラー/16:9/NTSC |
| 2019年       | REVOLUTION FOR LOVE 名古屋ライブダイジェスト！                                    | REVOLUTION FOR LOVE 名古屋実行委員会       | カラー/16:9/NTSC |
| 2020年       | また別の機会にと言ったはずだ                                                      | 奥西菓折                                   | カラー/16:9/NTSC |
| 2020年       | みんなの教科書ナゴヤ・アーティスト・エイド篇                                      | TETSU他8名                                 |                  |
| 2022年       | マッチョ参上!!極上TOUR＜告知longver＞                                             | MUCH-YO                                    |                  |
| 2022年       | マッチョ参上!!極上TOUR＜Atype＞                                                   | MUCH-YO                                    |                  |
| 2022年       | マッチョ参上!!極上TOUR＜Btype＞                                                   | MUCH-YO                                    |                  |
| 2022年       | どまつり参加のよさこいチーム「AAA瑞穂」の練習風景を取材してきました               | AAA瑞穂                                    |                  |
| 2022年       | AAA瑞穂・瑞穂区民まつりダイジェスト                                               | AAA瑞穂                                    |                  |
| 2023年       | 奥西菓折ライブ_2023.3.25                                                          | 奥西菓折                                   |                  |
| 2023年       | ステージ4のがん患者ユニットが繰り出す音楽、そしてメッセージとは？                 | HiROmihiro                                 |                  |
| 2023年       | よさこいダンスチーム「AAA瑞穂」練習風景2023                                       | AAA瑞穂                                    |                  |
| 2023年       | AAA瑞穂＜名古屋レゲエ＞2022年度にっぽんど真ん中祭り内企画「テレどまつり」参加作品 | AAA瑞穂                                    |                  |

### 制作番組放送局
プロデュース、撮影、編集、出演など、制作にかかわった番組の放送局一覧
| 放送対象地域         | 放送局                                       | 系列                   |
| -------------------- | -------------------------------------------- | ---------------------- |
| 愛知県               | ひまわりケーブルテレビ（ひまわりチャンネル） | ひまわりケーブルテレビ |
| 愛知県               | ひまわりケーブルテレビ（さんさんチャンネル） | ひまわりケーブルテレビ |
| 愛知県               | ひまわりケーブルテレビ（メープルチャンネル） | ひまわりケーブルテレビ |
| 愛知県               | グリーンシティケーブルテレビ                 |                        |
| 愛知県               | 豊橋ケーブルネットワーク                     |                        |
| 愛知県               | ICC                                          |                        |
| 愛知県               | CCNet豊川局                                  | CCNet                  |
| 岐阜県               | CCNet本巣局                                  | CCNet                  |
| 岐阜県               | CCNet養老局                                  | CCNet                  |
| 静岡県               | 御前崎ケーブルテレビ                         | 御前崎ケーブルテレビ   |
| インターネットサイト | マイアットタウン                             | YouTube                |
| インターネットサイト | The Shadow’s TV X                            | YouTube                |

### その他の映像作品
- ロックバンドLa-Vie.名古屋市芸術創造センターワンマンライブ告知CM[57]
- 手話ロックバンドBRIGHT EYES LiveDVD

### イベント企画・監修
- ましゅまろ連邦共和国建国記念LIVE

出演：st.Doll、NEXT GENERATION、織姫よぞら、サイキックラバー、桃井はるこ

### イラスト
- 絵本「JO JO MARJO」、あとりえHBクリスマス会出展

### メディア情報
- 1998年：じゃマ〜ル（隔週情報誌）[58]。
- 1998年：SpyMaster2（月刊ファッション誌）[59]。
- 2000年：ビデオサロン（月刊誌）　[60]。
- 2000年：お宝投稿バンドコレクション（月刊誌）[61]。
- 2001年：Bluzon（ファッション雑誌）[62]。
- 2003年：SingGo POP MUSIC FREE PAPER（FREE PAPER）[63]。
- 2003年：ケーブルガイド[64]。
- 2003年：チャンネルラインナップ[65]。
- 2004年：SSP-TV（動画サイト）[66]
- 2006年：MusicRaw（FREE PAPER）[67]。
- 2006年：ORICON NEWS[68]。
- 2006年：MusicRaw（FREE PAPER）[69]。
- 2005年：日本聴覚障害新聞[70]。
- 2005年：朝日新聞[71]。
- 2005年：朝日新聞（英字版）[72]。
- 2005年：読売新聞[73]。
- 2006年：毎日新聞[74]。
- 2008年：読売新聞[75]。
- 2009年：中日新聞[76]。
- 2010年：テレビ愛知「スーパーニュース」
- 2012年：ゼクシイ東海版3月号
- 2013年：チャンネルガイド[77]。
- 2013年：チャンネルガイド[78]。
- 2014年：チャンネルガイド[79]。
- 2020年：ナゴヤ・アーティスト・エイド[80]

### 社会貢献
- 自社制作音楽番組「The Shadow's TV」（略称：カゲテレ）（2003年10月号〜2014年4月号）
- まちおこしまちづくりPR動画企画「みんなの教科書」[81]